# Rock Island (album)
Rock Island je album britské progressive rockové skupiny Jethro Tull, vydané v roce 1989.
Při koncertním turné Rock Island v roce 1989 byla během písničky Kissing Willie promítána stínohra tanečníků, která končila obrazem, hraničícím s pornografií.

## Seznam skladeb
Všechny skladby napsal Ian Anderson.
| Strana 1 | Strana 1              | Strana 1 |
| Pořadí   | Název                 | Délka    |
| -------- | --------------------- | -------- |
| 1.       | Kissing Willie        | 3:32     |
| 2.       | The Rattlesnake Trail | 4:02     |
| 3.       | Ears Of Tin           | 4:55     |
| 4.       | Undressed To Kill     | 5:25     |
| 5.       | Rock Island           | 6:54     |

| Strana 2 | Strana 2               | Strana 2 |
| Pořadí   | Název                  | Délka    |
| -------- | ---------------------- | -------- |
| 1.       | Heavy Water            | 4:12     |
| 2.       | Another Christmas Song | 3:20     |
| 3.       | The Whaler's Dues      | 7:53     |
| 4.       | Big Riff And Mando     | 5:57     |
| 5.       | Strange Avenues        | 4:09     |

| Bonusy k remasterovanému CD z roku 2006 | Bonusy k remasterovanému CD z roku 2006 | Bonusy k remasterovanému CD z roku 2006 |
| Pořadí                                  | Název                                   | Délka                                   |
| --------------------------------------- | --------------------------------------- | --------------------------------------- |
| 11.                                     | Christmas Song (live)                   | 3:06                                    |
| 12.                                     | Cheap Day Return/Mother Goose (live)    | 3:10                                    |
| 13.                                     | Locomotive Breath (live)                | 3:38                                    |

## Remaster
Remasterované album bylo vydáno v září 2006 a k původně vydaným skladbám přibyly tři bonusy, všechny nahrané živě ve švýcarském Curychu 13. října 1989. Předtím již byly vydány ve Velké Británii na CD singlu Another Christmas Song.
- A Christmas Song
- Cheap Day Return/Mother Goose
- Locomotive Breath

## Obsazení
- Ian Anderson - zpěv, flétna, klávesy, Synclavier, mandolína, akustická kytara, bicí ve skladbách 2 a 7
- Martin Barre - kytary
- Dave Pegg - baskytara, akustická baskytara, mandolína
- Doane Perry - bicí

Hostující hudebníci:
- Maartin Allcock - klávesy ve skladbách 1 a 10
- Peter Vettese - klávesy ve skladbách 3, 4, 5 a 6